# Wszerzecz
Wszerzecz [pronunciación en polaco: /ˈfʂɛʐɛt͡ʂ/] es un pueblo ubicado en el distrito administrativo de Gmina Śniadowo, dentro del Condado de Łomża, Voivodato de Podlaquia, en el norte de Polonia oriental. Se encuentra aproximadamente a 10 kilómetros al norte de Śniadowo, a 12 kilómetros al suroeste de Łomża, y a 83 kilómetros al oeste de la capital regional Białystok.